# Janus Breck
Janus Holmdal Breck er en dansk politolog og embedsmand, der fra 1. januar 2025 er departementschef i Ældreministeriet.
Janus Breck er uddannet cand.scient.pol. fra Københavns Universitet i 2020.
Han arbejdede fra 2010 til 2012 som kommunikationschef i Arbejderbevægelsens Erhvervsråd inden han i 2012 kom til Skatteministeriet. Her var først var pressechef, fra 2013 kontorchef, fra 2016 centerchef og fra 2018 afdelingschef. 2020-2021 var han udlånt til en stilling som direktør for Nationalt Kommunikationscenter – Covid-19 under Udenrigsministeriet, mens han siden april 2020 har været direktør i den politiske afdeling i Uddannelses- og Forskningsministeriet.
20. december 2024 blev det offentliggjort, at han bliver Ældreministeriets første departementschef.
Siden november 2019 har han været ridder af Dannebrog.